# توبرموری، انتاریو
توبرموری (به انگلیسی: Tobermory) یک منطقهٔ مسکونی در کانادا است که در شبه‌جزیره شمالی بروس واقع شده‌است.
توبرموری یک منطقه کوچک است که در شبه‌جزیره بروس و در بخش شمالی شبه‌جزیره قرار دارد. این شهر ۳۰۰ کیلومتر (۱۹۰ مایلی) شمال غرب تورنتو واقع گردیده است . نزدیک‌ترین شهر به توبرموری، اوون ساوند و ۱۰۰ کیلومتری (۶۲ مایلی) جنوبش و متصل به بزرگراه ۶ است. به خاطر شرایط بندری مشابه با توبرموری، جزیره مول مرکز جزیره مول در هبریدهای داخلی اسکاتلند، نیز توبرموری نامگذاری شد.